# Saint-Loup-Cammas

Saint-Loup-Cammas este o comună în departamentul Haute-Garonne din sudul Franței. În 2009 avea o populație de 1.797 de locuitori.

## Evoluția populației
| An        | 1975 | 1982 | 1990  | 1999  | 2006  | 2009  |
| --------- | ---- | ---- | ----- | ----- | ----- | ----- |
| Populație | 574  | 783  | 1.319 | 1.742 | 1.909 | 1.797 |